# Autoroute A7
Autoroute A7, også kendt som l'autoroute du Soleil ("Solens motorvej" på dansk) er en fransk motorvej. Det er en forlængelse af Autoroute A6 og går mellem Lyon og Marseille. A7 er 302,5 kilometer lang og er en del af E15, E80 og E714. Den er bygget mellem 1951 og 1974. Den har fået sit navn, da mange parisere tidligere brugte den på vej til deres ferier i Sydfrankrig.

## Trafik
Motorvejen har forholdsvis meget trafik gennem størstedelen af året. Meget af godstransporten på vejene mellem det nordlige Frankrig, Tyskland og Benelux mod nord og Middelhavsområdet mod syd kører gennem Rhône-området og dermed via A7. Der er også en del trafik ved de større byer langs motorvejen (Lyon, Vienne, Valence, Orange og Avignon). I ferier er trafikken særligt tæt, i sydgående retning i den første del af ferien og nordgående retning i den sidste del. Især de sidste uger i juli og de første uger i august kan have meget tæt trafik i begge retninger, og køer kan strække sig over hundredvis af kilometer. Hele motorvejen er en betalingsvej.

## Europaveje
- E15, der kører mellem Inverness i Skotland og Algeciras i Spanien, følger A7 på stykket mellem starten i Lyon og motorvejskrydset i Orange med A9.
- E80, der kører mellem Lissabon i Portugal og Gürbulak i Tyrkiet, følger A7 på stykket mellem motorvejskrydset i Salon-de-Provence med A54 og og motorvejskrydset i Coudoux med A8.
- E714 er en mindre europavej, der kører mellem Orange og Marseille. Den starter ved motorvejskrydset i Orange med A9, og slutter sammen med A7 ved Avenue du Général Leclerc i Marseille.

## Galleri
- A7 ved vinmarkerne ved Viennne
- Krydset mellem A7 og A9, kendt som Échangeur d'Orange
- A7 ved Lyon
- A7 syd for Salon-de-Provence
- Motorvejskrydset mellem A7 og A8